# Патагонијска пустиња
Патагонијска пустиња, позната и као Патагонијска степа, највећа је пустиња у Аргентини и по површини је 8. по величини пустиња на свету, заузима 673.000 km². Налази се првенствено у Аргентини и омеђена је Андима на западу и Атлантским океаном на истоку, у региону Патагоније, на југу Аргентине. На северу пустиња се сврстава у регион Кујо и Монте. Централним деловима степе доминирају жбунасте и зељасте биљне врсте, мада на западу, где су падавине веће, грмље замењу траве. Топографски се пустиња састоји од наизменичних равница и масива испресецаних долинама река и кањона. Западнији делови степе имају језера ледничког порекла и сврставају се у неплодне планине или хладне умерене шуме дуж долина. 
Насељена ловцима-сакупљачима од пре-хиспанских времена, пустиња се суочава са миграцијом у 19. веку Аргентинаца, Велшана, и других европских народа, трансформишући је из конфликтне пограничне зоне у саставни део Аргентине, уз гајење говеда, оваца и коња као примарне употребе земљишта. 
Патагонијска пустиња постоји од средњег миоцена (пре 14–12 милиона година) и настала је подизањем Анда ка западу.

## Географија и клима
Патагонијска пустиња је највећа на 40. паралели, хладна зимска пустиња, где температура ретко прелази 12 °C и просечно само 3 °C. Регион доживљава око седам месеци зиме и пет месеци лета. Мраз није неуобичајен у пустињи, али због врло сувог стања током целе године снег је реткост. Анди, на западу пустиње, примарни су разлог статуса Патагонијске пустиње јер спречавају да западни проток влаге из јужног Тихог океана да доспе у унутрашњост. Ово ствара кишну сенку која објашњава настанак пустиње и зато се, упркос томе што је приближно половина пустиње удаљена само око 200 миља од океана, у региону налази тако велика пустиња. Хладна Фолкландска струја у близини атлантске обале Јужне Америке такође доприноси сувоћи подручја. 
Могу се разликовати различите климе: обала северно од 45. паралеле је много блажа због топлих струјања из Бразила, а цела северна половина региона је знатно топлија лети, када преовлађује сунчано време. Дневне температуре лети досежу 31 °C у регији Рио Колорадо, углавном 26 °C до 29 °C на северној обали и 24 °C до 28 °C у северној равници, са ноћима при око 12 °C до 15 °C у приморју и између 7 °C и 10 °C у степи. На југу се летње температуре смањују са 22 °C на само 16 °C дуж обале, а од 24 °C до 17 °C дуж степа, док је ноћима од 8 °C до 11 °C на обали, а од 6 °C до 10 °C у степи. 
Током зиме су близина обале и надморска висина главни фактори: док северна обална подручја имају благе зиме, од 2 °C ноћу до око 11 °C током дана, јужни Санта Круз креће се од -2 °C до 5 °C, а Тијера дел Фуего, од -3 °C до 3 °C, са средњом вредношћу од 0 °C. У унутрашњости се температуре северне области крећу од 0 °C до 10 °C у ниским пределима, а од -5 °C до 5 °C на висоравнима (опет, средња вредност око 0 °C), док се на југу у ниским подручјима крећу од -3 °C до 4 °C, а на вишим подручјима су испод 0 °C. Најхладнија места обично региструју температуре између -20 °C и -25 °C током хладних таласа, а званични рекорд је -33,9 °C у провинцији Чубут. Међутим, неки градови тврде да су евидентирали око -35 °C. 
Летњи мраз је уобичајен свуда, осим на северној обали, па чак и суснежица и слаб снег могу пасти током топле сезоне. Ветрови су стални и врло јаки, у већини случајева западни. 
Пре формирања Анда, регион је вероватно био покривен умереним шумама. Међутим, након формирања Анда, пепео из оближњих вулкана прекривао је шуме, а воде засићене минералима продирале су у пањеве, фосилизујући дрвеће и стварајући једну од најбоље очуваних окамењених шума у средишту пустиње. Патагонија се углавном састоји од шљунковитих равница и висоравни са кањонима од пешчара и глиненим облицима, исклесаним од пустињског ветра. Регија која обухвата пустињу, међутим, има много различитих особина. Привремене реке, језера и дренажни депозити од пролећног отапања са Анда формирају се годишње, угошћујући разне пловуше и водене траве. Разне ледничке, речне и вулканске наслаге такође се налазе у региону и временом су значајно утицале на климу пустиње, посебно доприносећи седиментима шљунка који покривају делове Патагоније. 
Пустиња је такође прилично ветровита, што је резултат ефекта кишне сенке и спуштања хладног планинског ваздуха. Овај ветар помаже да Патагонија постане један од највећих извора прашине изнад јужног Атлантског океана.
На западу Патагонијских пашњака - део Патагонијске пустиње, су шуме јужне букве Магеланових субполарних шума.
Вулканске стене покривају више од 120.000 км² Патагонијске пустиње, углавном у масиву Сомун Кура (тј Северно-патагонијски масив) и масиву Десеадо. Нека друга вулканска подручја укључују вулканско поље Пали-Аике у близини Магелановог мореуза. Вулканске стене резултат су изалучног базена распоређеног углавном у две епизоде: једна у еоцену и миоцену, а друга од касног миоцена до плеистоцена. 

## Фауна и флора
Упркос суровом пустињском окружењу, бројне животиње живе у Патагонији. Неке живе само у географски разноликим периферијама пустиње, где је храна обилнија, а животна средина мање непријатељска, али се сви налазе у региону који обухвата Патагонију. Подземна кукумавка, мали нанду, гванако, мара, армадило, патагонијска ласица, пума, патагонијска сива лисица, пустињска игуана, змија и разне врсте орлова и јастребова су неке од различитих животиња које живе у региону. 
Флора региона прилично је обична због климе и укључује неколико врста пустињског грмља попут Acantholippia и Benthamiella и бусенове траве попут ковиља и власњаче. Водене траве и већа флора постоје на периферији пустиње и око ефемерних језера која настају у току отапања са Анда. 

## Коришћење земљишта од стране људи
У пустињи су у прошлости живели разни аутохтони народи, о чему сведоче пећинске слике у том подручју. Најранији становници пустиње су становници комплекса Теуелче. Теуелчеси су живели као ловци-сакупљачи и нису се бавили пољопривредом у долинама пустиње. У 18. и 19. веку северни део пустиње је био под утицајем Мапучеа (Арауканаца) током процеса арауканизације. Мапучи су дошли да се баве гајењем коња у северном делу патагонијске степе. Племена Мапучеа су дошла да контролишу трговину преко пустиње и тргују са градовима јужног Чилеа, као и са Буенос Аиресом и регионом Кујо. 
Од средине 19. века надаље, неколико аргентинских и европских насеља, од којих су нека спорадична, појавило се на ивицама пустиње. Најважније су утврдили велшки имигранти 1860. године на изливу реке Чубут. Перито Морено  је истраживао пустињу 1870-их. 1870-их аргентинска војска је предузела кампању Освајања пустиње, масовно поражавајући вође Мапучеа. Освајање пустиње праћено је наглим падом аутохтоног становништва пустиње; неки су прогоњени у Чиле и периферна подручја у Андима. Процењује се да је Освајање пустиње проузроковало смрт око 1.000 староседелаца Америке. Уз то је заробљено 10.000 америчких домородаца, од којих је 3.000 завршило у Буенос Аиресу одвојено по половима како би се избегло размножавање. Уговором о граници из 1881. између Чилеа и Аргентине купљен је већи део пустиње под дефинитивним аргентинским суверенитетом.
У неколико деценија пре и после 1900. године, мање суви делови патагонске степе доживели су процват узгоја оваца, трансформишући регион у један од највећих светских извозника производа од оваца. 
Подручје је данас слабо насељено и они који овде живе опстају углавном узгајањем стоке попут оваца и коза. Ископавање ресурса, посебно нафте, гаса и угља у деловима региона, још је један начин на који људи ступају у интеракцију и утичу на пустињско окружење. 

## Заштићена подручја
Проценом из 2017. године утврђено је да је 70.970 km², или 12%, екорегиона у заштићеним подручјима. Заштићена подручја укључују Национални парк Перито Морено, Резерват биосфере Азул Патагоније и Резерват биосфере Валдес. 